# 알렉산더 비너베르거
알렉산더 비너베르거(Alexander Wienerberger,1891년 12월 8일~1955년 1월 5일)는 소련의 화학 기업에서 19년간 근무한 오스트리아의 화학자로, 하르키우에서 근무하는 동안 홀로도모르의 사진기록을 남긴 업적이 있다.

## 생애
알렉산더 비너베르거는 1891년 빈에서 태어났다. 그의 아버지는 유대인이고 어머니는 체코인이었는데, 알렉산더의 딸에 의하면 그는 오스트리아인이자 무신론자라는 정체성을 가지고 있었다고 한다.
그는 1910년부터 1914년까지 빈 대학교의 철학과에서 수학했으며, 제1차 세계 대전동안에는 오스트리아-헝가리 제국 육군에 징집되어 러시아군과 싸우다가 1915년에 생포되었다.
1917년에는 모스크바로 거주지를 옮겨 그의 친구들과 화학 실험실을 세운다. 1919년에는 문서를 위조해 에스토니아를 거쳐 오스트리아로 탈출하고자 하였으나, 프스코프에서 체카에 의해 체포된다. 그는 스파이라는 죄목으로 실형을 선고받고, 모스크바의 루뱐카 감옥에서 1920년대를 보낸다. 소비에트 정부는 외국인 죄수들을 생산인력으로 고용하였는데, 비너베르거 역시 화학자로서의 기술을 높이 평가받아 처음에는 바니시와 페인트를, 나중에는 폭발물을 생산하는 시설에 지정되었다.
발트 독일인인 그의 부인 조세핀 뢰니모이스(Josefine Rönimois)는 딸 안네마리(Annemarie)와 아들 알렉산더를 데리고 에스토니아에 남아있었는데, 1927년 비너베르거와 이혼하게 된다. 1928년 첫번째 금고를 마친 후 빈의 친척들을 방문하는데, 이 때 슈베하트의 공장장의 딸인 릴리 침메르만(Lilly Zimmermann)과 재혼하고 모스크바로 돌아온다. 이 때 그에게 걸린 제약들이 해제된 상황이어서, 그의 아내 역시 함께 모스크바로 돌아올 수 있게 된다. 1931년 그의 부인은 빈으로 잠시 돌아갈 허가를 받고, 그곳에서 딸 마곳(Margot)을 낳는다.
1930년 초반동안 비너베르거의 가정은 그의 직장인 화학공장이 있던 모스크바에서 거주하였다. 1932년 비너베르거는 모스크바의 류부차니주(Lyubuchany 州)에 있는 플라스틱 공장의 기술감독으로 배정되고, 이듬해 하르키우에 같은 업무를 배정받는다.

### 홀로도모르의 사진 자료를 남기다(1932—1933)

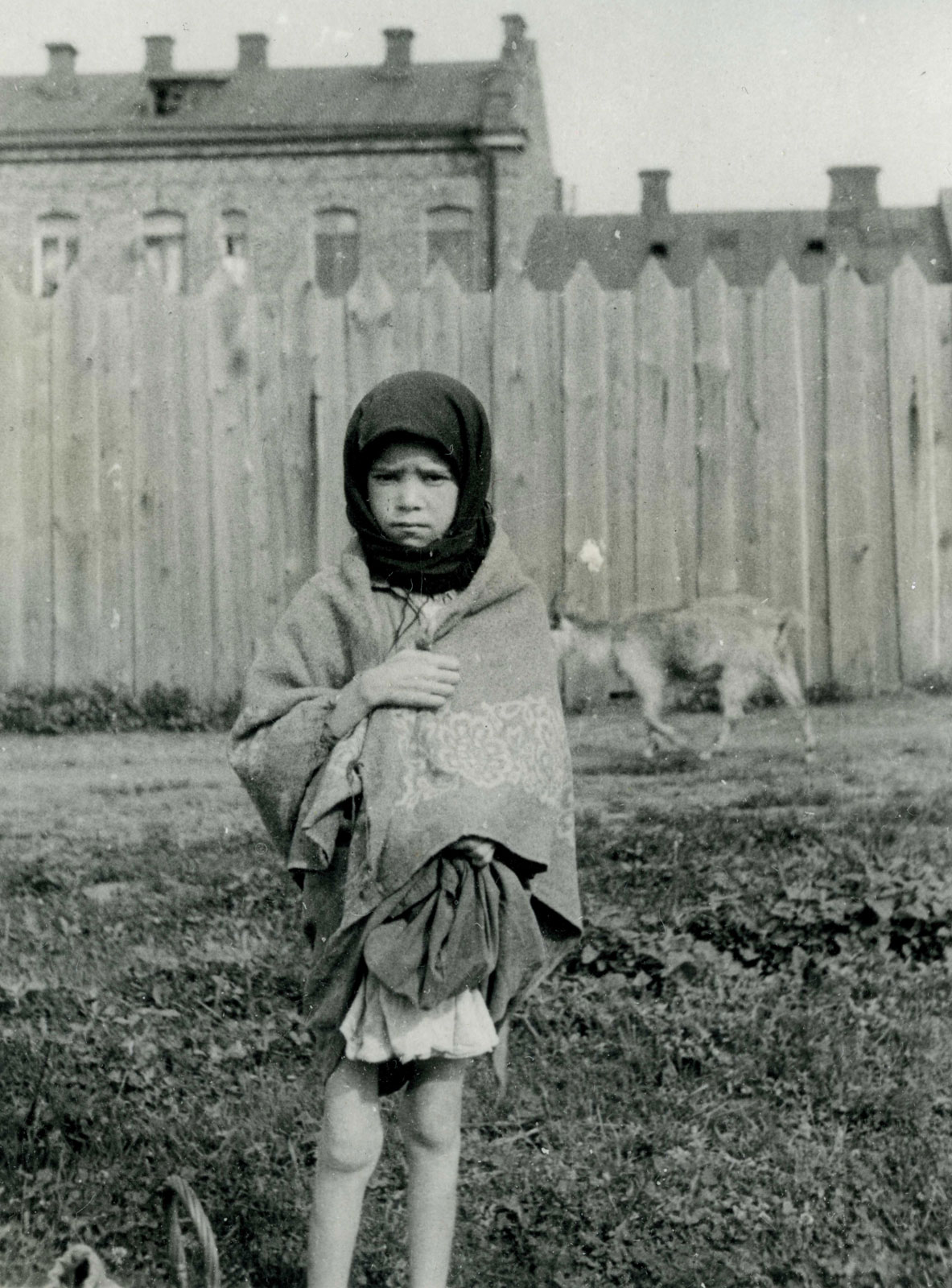
비너베르거가 촬영한 하르키우의 굶주린 소녀 사진은 현재 홀로도모르의 가장 유명한 사진들 중 한장이 되었다.

당시 우크라이나 소비에트 사회주의 공화국의 수도였던 하르키우에서, 비너베르거는 NKVD의 체포 협박에도 불구하고 길거리에서 목격한 대기근의 현장을 거의 100장의 사진으로 남긴다. 그의 사진은 잡화점에 줄선 배고픈 사람들, 굶주린 아이들, 거리에서 아사한 시체들, 기근으로 인해 사망한 사람들의 무덤들 등을 기록하고 있다. 이러한 사진들은 독일의 라이카 사진기로 촬영되었는데, 당시 상황을 생각했을 때 해외에 있는 친구들을 통해 사진기를 전달받은 것으로 보인다.
1934년 오스트리아를 떠나며 바인베르거는 오스트리아 대사관의 도움을 받아 이 사진들을 외교문서로 전달한다. 국경에서 입국 수색을 통해 사진이 발견되면 생명에 큰 위험이 있을 것이라는 오스트리아 대사관의 염려어린 설득 끝에 바인베르거는 사진을 테오도르 인니처 추기경에게 전달하고, 추기경은 국제소수민족위원회의 사무총장인 에발트 아멘데와 함께 이 자료들을 국제 연맹에 제출한다. 같은해 오스트리아 조국전선은 바인베르거의 사진들을 촬영자의 이름은 밝히지 않고 《Rußland, wie es wirklich ist (러시아의 실체)》라는 제목의 팜플렛으로 배포한다.
바인베르거의 사진들은 에발트 아멘데의 책 《Muss Russland Hungern? (러시아는 굶주려야 하는가?)》을 통해 1935년 대중에게 공개된다. 그러나 이 때 역시 바인베르거의 안전을 위해 사촬영자의 이름은 밝히지 않는다. 1939년 알렉산더 바인베르거는 오스트리아에서 소련에서의 삶에 대한 회고록을 출판하는데, 이 때 두 챕터를 홀로도모르를 기술하는데 할애한다. 이 회고록에 사진들이 들어가게 된 것은 1942년의 일이다.
1944년 바인베르거는 러시아 해방군의 연락장교로 근무하고, 전쟁이 끝난 뒤 소비에트 군대의 행렬에서 탈출하여 잘츠부르크의 미국 관할지에서 여생을 살다가 1955년 숨을 거둔다.
현재 바인베르거의 사진들은 위니펙 소재의 캐나다 인권 박물관 등에 전시되어 있다.

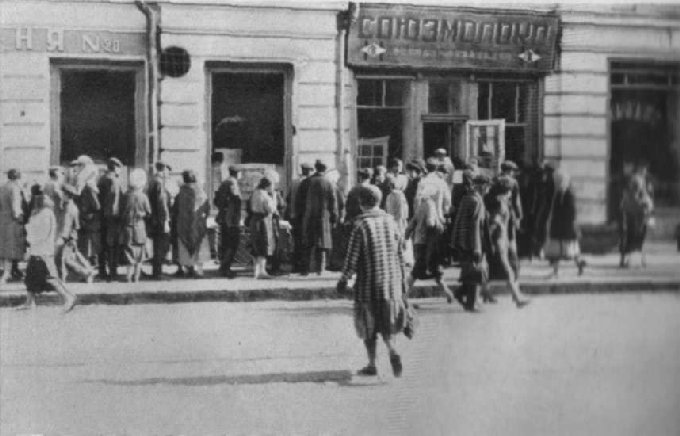
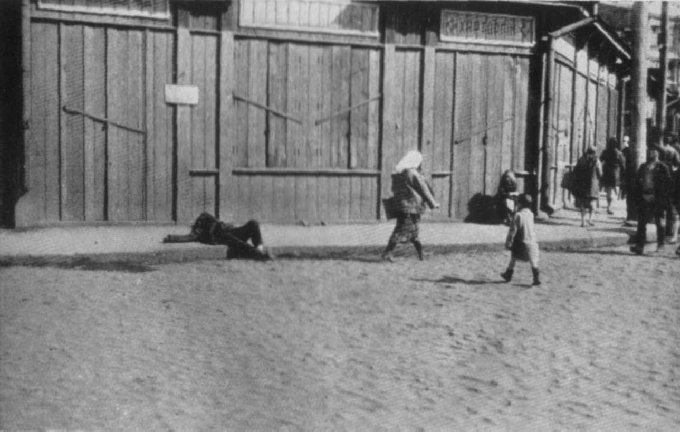
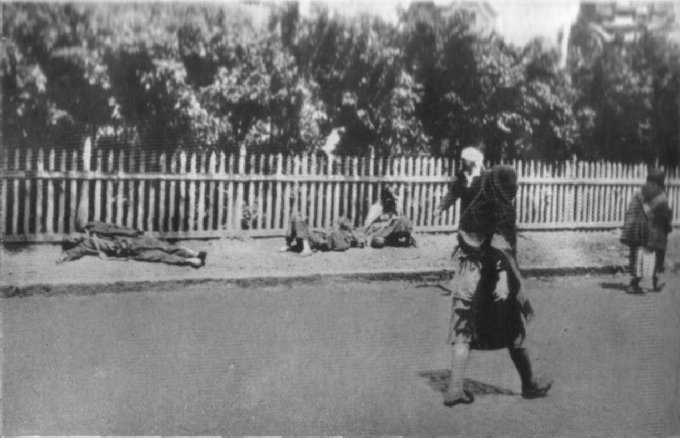
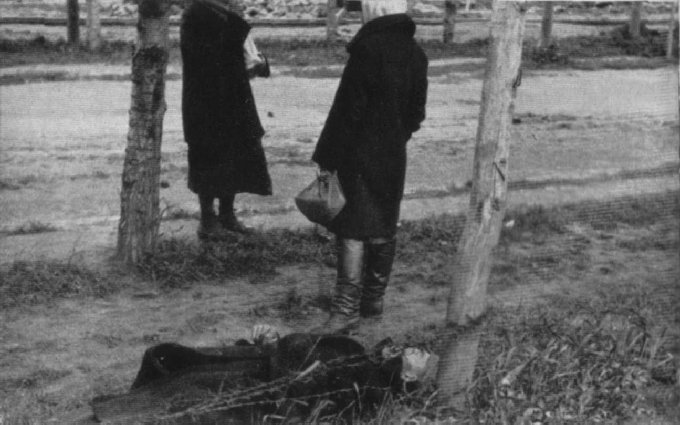
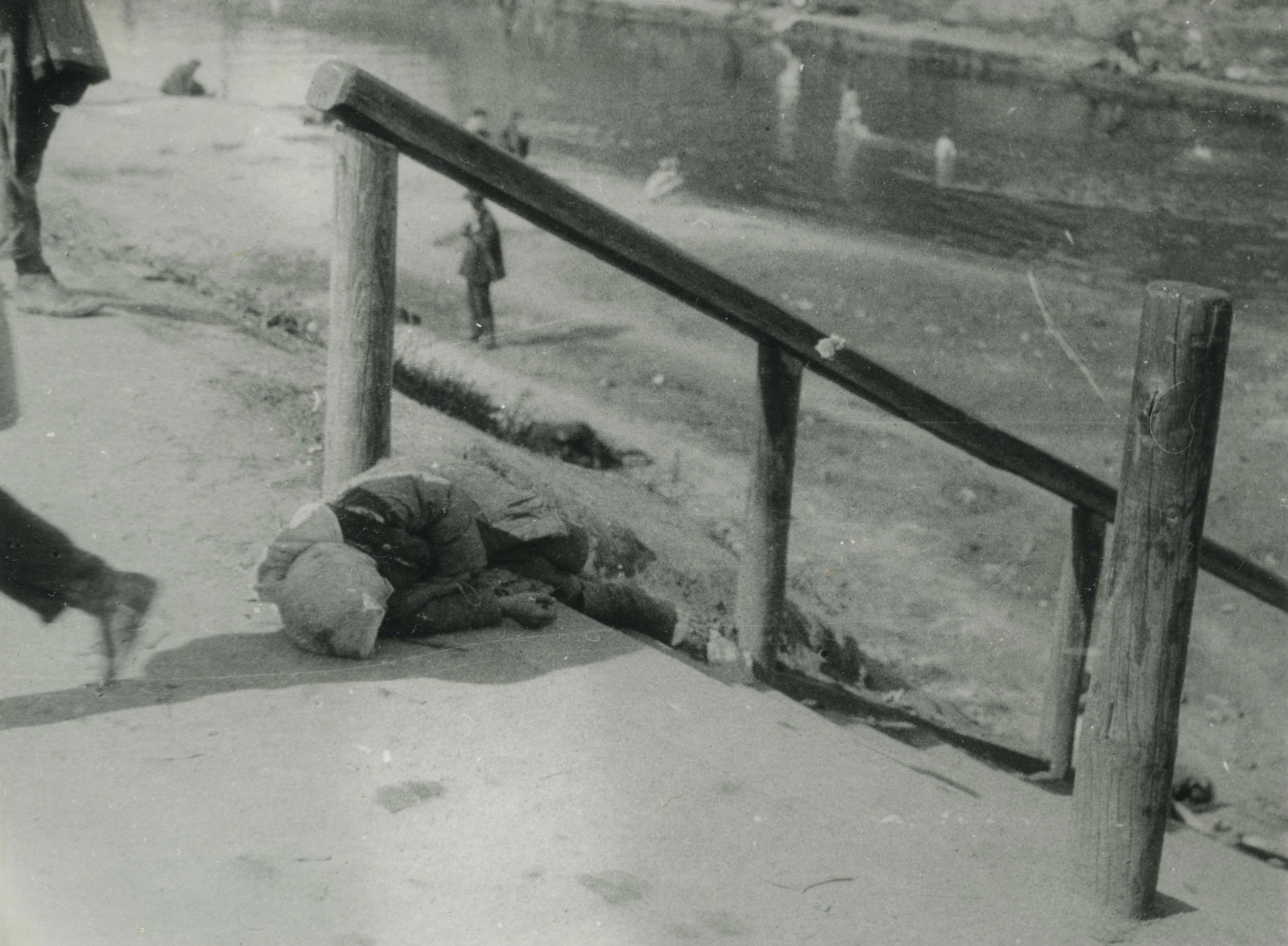
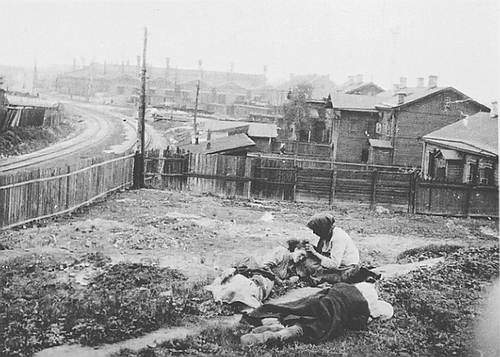
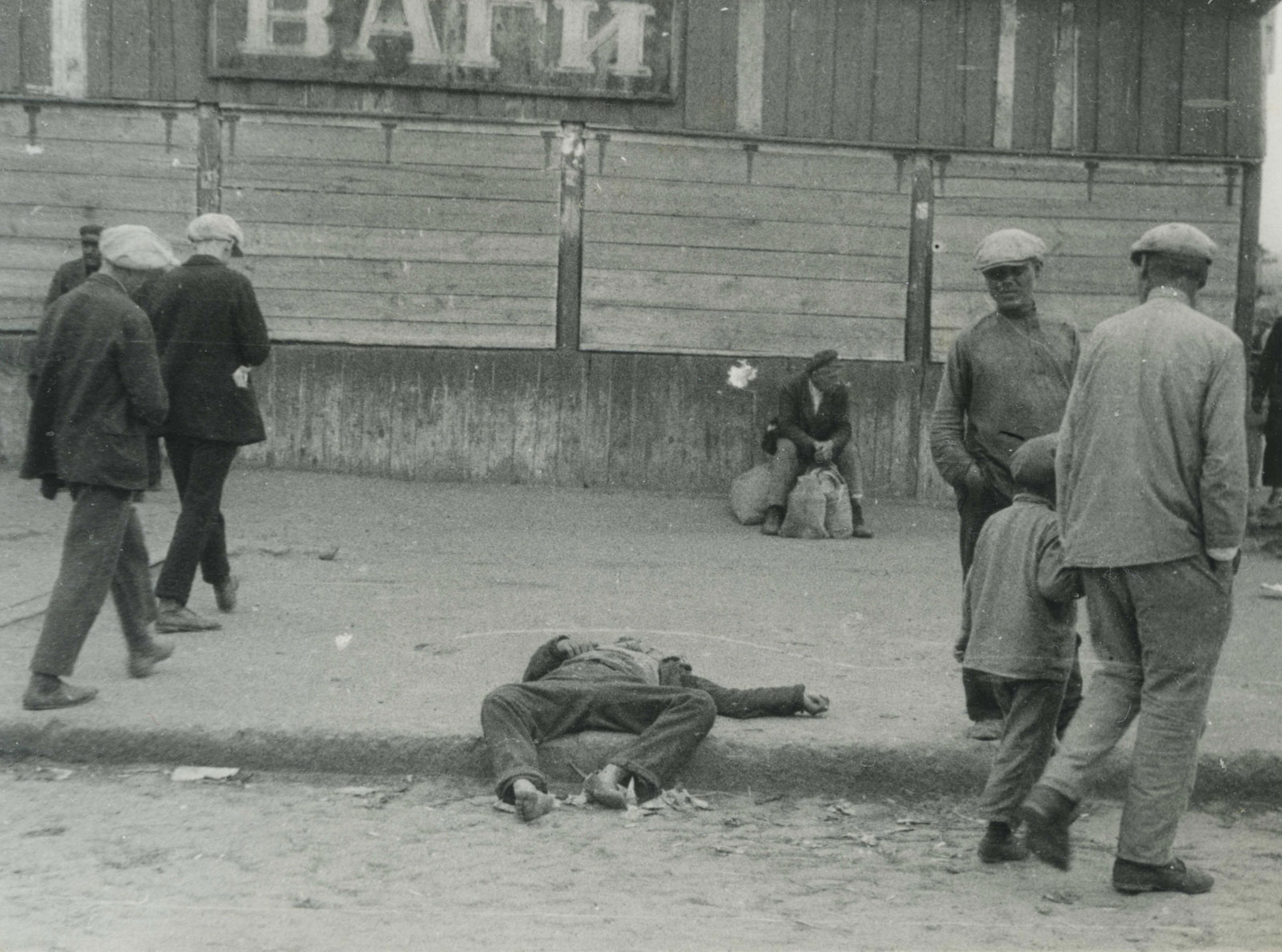
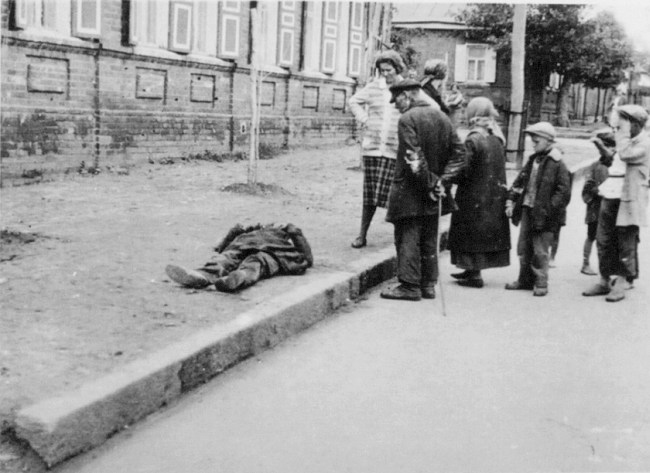
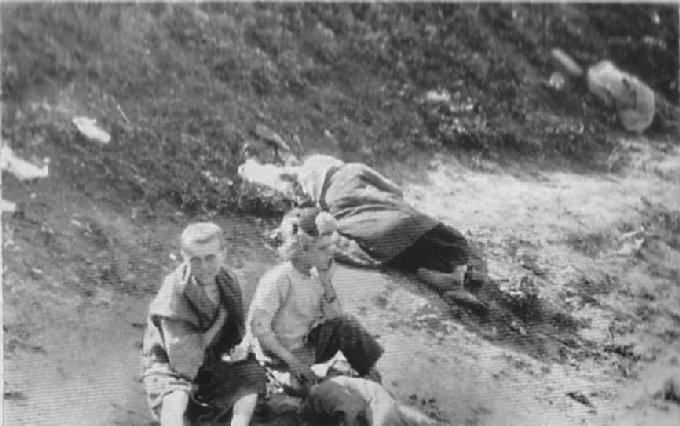
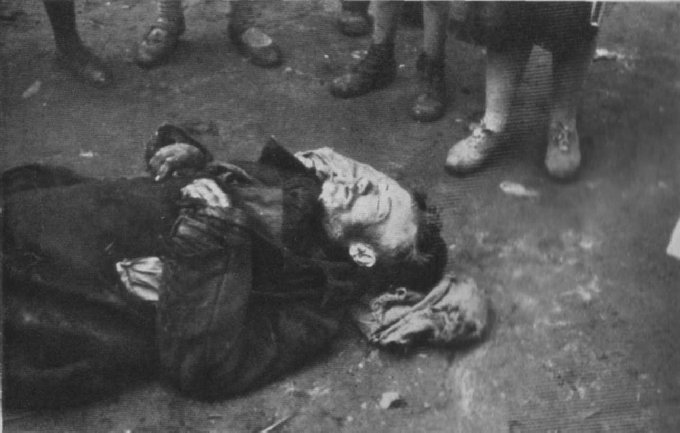

### 우크라이나어
- Голодомор - Знімки австрійського фотографа-аматора, зображення жертв, місць масових поховань на околицях Харкова та вимерле від голоду село. МЗС України
- Александр Вінербергер у спогадах доньки. Національний музей Голодомору-геноциду BBC Україна
- Це був геноцид: історія британської фотохудожниці, яка ширить пам'ять про Голодомор
- Зустріч з правнучкою інженера Вінербергера, автора унікальних фото Голодомору.Національний музей Голодомору-геноциду BBC Україна
- Український Голодомор очима австрійця. Радіо «Свобода»
- Люди помирали просто на узбіччях - жахіття Голодомору очима австрійського інженера Вінерберґера. Gazeta.ua
- Люди Правди, кремлівська пропаганда і корисні ідіоти. 보관됨 2020-05-30 - 웨이백 머신 Дзеркало тижня
- Невідомі фото Голодомору інженера Вінербергера. Радіо «Свобода»
- «Годували свиней трупами»: опубліковано невідомі раніше фото Голодомору. Obozrevatel
- Голодомор: унікальні фото від австрійського інженера. Ukrinform
- Іноземці про Голодомор: унікальні фото від австрійського інженера. Glavcom.ua

### 기타 언어
- Holodomor in Kharkiv region. Photo by Alexander Wienerberger
- Alexander Wienerberger: His Daughter’s Memories [retrieved 20.10.2013].
- Alexander Wienerberger British photographic history
- Ukraine's Holodomor Through An Austrian's Eyes
- Josef Vogl. Alexander Wienerberger — Fotograf des Holodomor. In: Dokumentationsarchiv des österreichischen Widerstandes (Hrsg.), Feindbilder, Wien 2015 (= Jahrbuch 2015), S. 259—272
- Уникальные фото Голодомора в Украине: их тайком снял Александр Винербергер
- «Рискуя попасть в застенки НКВД, мой прадед фотографировал жертв Голодомора»